# Yaqoub Al-Youha
Yaqoub Mohamed Al-Youha (in arabo يعقوب محمد اليوحة‎?; 31 gennaio 1993) è un ostacolista kuwaitiano.

## Record nazionali
- 110 metri ostacoli: 13"35 ( Doha, 24 aprile 2019)

## Palmarès
| Anno | Manifestazione                    | Sede        | Evento   | Risultato  | Prestazione | Note                                     |
| ---- | --------------------------------- | ----------- | -------- | ---------- | ----------- | ---------------------------------------- |
| 2011 | Campionati asiatici               | Kōbe        | 110 m hs | dnf        | dnf         |                                          |
| 2012 | Mondiali juniores                 | Barcellona  | 110 m hs | Semifinale | 13"91       |                                          |
| 2012 | Campionati asiatici juniores      | Colombo     | 110 m hs | 7º         | 14"05       |                                          |
| 2012 | Camp. dell'Asia occidentale       | Dubai       | 110 m hs | Bronzo     | 14"69       |                                          |
| 2013 | Campionati arabi                  | Doha        | 110 m hs | 4º         | 14"07       |                                          |
| 2013 | Giochi della solidarietà islamica | Palembang   | 110 m hs | 4º         | 14"00       |                                          |
| 2014 | Asiatici indoor                   | Hangzhou    | 60 m hs  | Argento    | 7"90        |                                          |
| 2014 | Giochi asiatici                   | Incheon     | 110 m hs | 7º         | 13"83       |                                          |
| 2015 | Campionati arabi                  | Manama      | 110 m hs | Argento    | 13"37       |                                          |
| 2015 | Campionati arabi                  | Manama      | 4×100 m  | Oro        | 39"75       |                                          |
| 2015 | Campionati asiatici               | Wuhan       | 110 m hs | Finale     | dq          |                                          |
| 2016 | Asiatici indoor                   | Doha        | 60 m hs  | Argento    | 7"65        |                                          |
| 2017 | Campionati arabi                  | Radès       | 110 m hs | Oro        | 13"48       |                                          |
| 2017 | Campionati arabi                  | Radès       | 4×100 m  | Bronzo     | 40"83       |                                          |
| 2017 | Campionati asiatici               | Bhubaneswar | 110 m hs | Argento    | 13"59       |                                          |
| 2017 | Mondiali                          | Londra      | 110 m hs | Semifinale | dnf         |                                          |
| 2018 | Camp. dell'Asia occidentale       | Amman       | 110 m hs | Oro        | 14"13       |                                          |
| 2019 | Campionati arabi                  | Il Cairo    | 110 m hs | Oro        | 13"74       |                                          |
| 2019 | Campionati asiatici               | Doha        | 110 m hs | Argento    | 13"35       |                                          |
| 2019 | Mondiali                          | Doha        | 110 m hs | Semifinale | 13"57       |                                          |
| 2021 | Giochi olimpici                   | Tokyo       | 110 m hs | Batteria   | 13"69       | Miglior prestazione personale stagionale |
| 2022 | Mondiali indoor                   | Belgrado    | 60 m hs  | Semifinale | 7"59        | Miglior prestazione personale stagionale |
| 2023 | Asiatici indoor                   | Astana      | 60 m hs  | 4º         | 7"70        |                                          |
| 2023 | Campionati asiatici               | Bangkok     | 110 m hs | Bronzo     | 13"56       |                                          |
| 2023 | Mondiali                          | Budapest    | 110 m hs | Semifinale | 13"34       | Miglior prestazione personale stagionale |
| 2023 | Giochi asiatici                   | Hangzhou    | 110 m hs | Oro        | 13"41       |                                          |
| 2024 | Giochi olimpici                   | Parigi      | 110 m hs | Batteria   | dnf         |                                          |
| 2025 | Mondiali indoor                   | Nanchino    | 60 m hs  | Batteria   | 8"50        |                                          |
| 2025 | Campionati asiatici               | Gumi        | 110 m hs | Batteria   | 13"89       | Miglior prestazione personale stagionale |